# Sozionik und intertypische Beziehungen
Die Sozionik (engl. Socionics; zusammengesetzt aus society „Gesellschaft“ und bionics „Bionik“) ist eine in Psychologie, Soziologie und Informatik relevante Theorie der informationell-psychologischen Persönlichkeitstypen sowie der Beziehungen zwischen ihnen. Auf der Basis der psychologischen Typologie von Carl Gustav Jung sowie der Theorie des Informationsmetabolismus von Antoni Kępiński sticht sie durch die Angabe eines Informationsmodells der Psyche und eines prognostischen Modells der zwischenmenschlichen Beziehungen hervor.
Die Sozionik wurde in den 1970er und 1980er Jahren von Aušra Augustinavičiūtė entwickelt, einer litauischen Wirtschaftswissenschaftlerin, Soziologin und Psychologin, die die Fakultät für Ehe und Familie der Pädagogischen Universität Vilnius leitete.
Die akademische Anerkennung der Sozionik als Wissenschaft widerspiegelt sich in der Lehre an mehr als 150 staatlichen Universitäten in Russland, Ukraine, Bulgarien, Lettland, Litauen, Rumänien und in anderen Ländern, in Forschungen auf dem Gebiet der Sozionik an Hochschulen sowie in der Nutzung von sozionischen Methoden in mehr als 800 Dissertationen zu allen Geistes- und einigen Naturwissenschaften.
Der wesentliche Vorteil liegt nach Ansicht der Anwender nicht nur in der Analyse der Beziehungen, die es zwischen verschiedenen Typen geben kann. Die Anwendungsbereiche der Sozionik sind u. a.: Berufswahl, Partnerwahl, Zusammenstellung von Arbeitsgruppen, Verbesserung bestehender Beziehungen und allgemeine Menschenkenntnis. Auch Partnervermittlungen setzen auf sozionische Einstufung der Kunden.

## Typenlehre
Für ihre Theorie hat Aušra Augustinavičiūtė den Namen „Sozionik“ vorgeschlagen, da sie überzeugt war, dass jeder Persönlichkeitstyp in der Gesellschaft eine besondere Funktion erfüllt, die mit Hilfe der Sozionik beschrieben und erklärt werden kann.
Unter Anwendung der Theorie des Informationsmetabolismus (Informationsaustausch) von Antoni Kępiński, der Prinzipien von Kybernetik und Informatik auf die Typologie von C.G. Jung übertrug, beschreibt die Sozionik bestimmte Varianten des Informationsaustauschs zwischen Subjekten abhängig von ihren charakteristischen Persönlichkeitstypen, die man auch als „Typ des Informationsmetabolismus“ (TIM) oder „sozionischer Typ“ bezeichnet. Aus der Theorie der psychischen Funktionen von C.G. Jung leitet die Sozionik das Bestehen von 16 solcher Typen her, als Ergebnis diverser Kombinationen von acht psychischen Funktionen, die man als „Funktionen des Informationsaustauschs“ betrachtet, von denen jede ihre eigene, getrennte, spezifische Informationsart wahrnimmt und verarbeitet, – als einen der acht Aspekte des einheitlichen Informationsstroms, den die Psyche wahrnimmt.

### Typen und Funktionen
Abhängig von der Reihenfolge von Funktionen entstehen unterschiedliche Typen der Psyche, des Denkens, der Wahrnehmung, der Verhaltensstrategie. Die Sozionik benutzt im Informationsmodell für jedes der 16 Typen acht Funktionen, anders als im Modell von C.G. Jung, der für die Beschreibung von jedem der acht Typen seiner Typologie nur vier psychische Funktionen benutzt hat. Die Funktionen des Informationsaustauschs (Informationsmetabolismus) stehen bei jedem Typ in einer bestimmten hierarchischen Reihenfolge und tauschen Informationen mit gleichartigen Funktionen eines anderen Persönlichkeitstyps. Die Art der informationellen Zusammenarbeit, als deren Ergebnis unterschiedliche Beziehungen zwischen Menschen entstehen, von Anziehung und Zusammenarbeit bis zu Abstoßung und Konflikt, wird durch die Positionen dieser Funktionen in den Informationsstrukturen der kommunizierenden Psychen bestimmt.
Die Sozionik ist als eine Fachwissenschaft im Grenzbereich zwischen der Soziologie, Psychologie, Biologie und Informatik entstanden. Sie erforscht unterschiedliche Persönlichkeitstypen, ihre praktischen Ausprägungen in der sozialen Umgebung und die Wechselbeziehungen zwischen ihnen. Die Persönlichkeit wird als ein komplexes systemisches Gebilde erforscht, das auf mindestens vier Funktionsebenen verwirklicht wird: der biologischen (Mensch – Natur), der psychologischen (Mensch – Mensch), der sozialen (Mensch – Gesellschaft), der Informationsebene (Mensch – Zivilisation, Internet).

## Status als Wissenschaft

### Definitionen
Die Sozionik ist eine Wissenschaft, die den Prozess des Informationsaustauschs zwischen dem Menschen und der Umwelt erforscht, wie Menschen Informationen aufnehmen, verarbeiten und weitergeben.
Die Typologie im Rahmen der Sozionik ist von der Typologie von Myers-Briggs zu unterscheiden in der Beschreibung von Typen, besonders der Introvertierten. Außerdem unterscheidet sich die Sozionik von der Myers-Briggs-Typologie nicht nur durch ein vorhandenes klares Informationsmodell der Psyche, sondern auch durch ein konsequentes Modell von empirisch gut zu beobachtenden intertypischen Beziehungen.
Die Sozionik erforscht gezielt die Mechanismen und Prozesse, mit deren Hilfe der Mensch die zufließenden Informationen wahrnimmt und bewertet. In diesem Zusammenhang wird der Mensch zu einem psychischen Informationssystem, das über konkrete Kanäle der Nachrichtenübertragung verfügt. Die zwischenmenschliche Kommunikation stellt sich dementsprechend als Informationsaustausch (Informationsmetabolismus) dar, wobei der Begriff „Information“ ziemlich weit verstanden wird: eine Information kann verbal und nicht-verbal sein, in Mimik und Gestik ausgedruckt werden, auch Gefühle, Launen und Eindrücke von Kunstwerken haben den Charakter einer Information.
Auch Gruppen, Teams, sogar Ethnien und Staaten können Subjekte der informationellen Wechselwirkungen und der daraus folgenden Beziehungen sein und sind Objekte der „integralen Sozionik“, die eng mit Soziologie verbunden ist. Im Rahmen des sozionischen Modells kann man auch die informationelle Wechselwirkung zwischen Mensch und komplexen technischen Gegenständen sowie Informationssystemen betrachten.
Deswegen kann man die Sozionik allgemein als eine Wissenschaft über Typen der psychischen Informationssysteme definieren – solcher wie der Mensch, das Team, die Ethnie, das Land sowie der Wechselwirkungen zwischen ihnen oder als Wissenschaft über Typen des Informationsaustauschs.
Manche Autoren definieren die Sozionik als informationelle Bionik, die als erste unter den Geisteswissenschaften ein Informationsmodell benutzt hat, als „Werkzeug“ zur Erforschung und Vorhersage der Ökologie der menschlichen Beziehungen, des Verhaltens und des Entwickelns von solch komplexen Objekten, wie der moderne Mensch und die modernen Gesellschaften.
Anwendungen der Sozionik bestehen in richtiger Einschätzung des eigenen Potenzials einer Person, der Findung von angemessenen Wegen der Selbstverwirklichung, der Berufswahl sowie in objektiver Wahrnehmung der Möglichkeiten und Fähigkeiten von anderen Menschen, um harmonischere Beziehungen mit ihnen aufzubauen.
Eine Reihe von Forschern hebt hervor, dass die Sozionik ein zuverlässiges Werkzeug zur Optimierung und Entwicklung der Persönlichkeit von Menschen ist, zur Erforschung ihrer beruflichen Kompetenz. Die Sozionik orientiert einen Menschen in seinem Leben, bringt ihn auf Gedanken, wie man seine Fähigkeiten verwirklicht, zu einem Spezialisten wird und eine Arbeit findet, die seinen Neigungen und Wünschen entspricht. Abhängig vom Typ kann man berufliche Neigungen und Fähigkeiten eines Menschen herausfinden, – selbst diejenige, für deren Äußerung es noch keine Gelegenheit gab. Die besondere Attraktivität der Sozionik besteht darin, das man ihre Begriffe in allem nutzen kann, was mit der Tätigkeit des Menschen zusammenhängt.

### Erste Verbreitung und Institutionen
Seit Ende der 1980er Jahre verzeichnete die Sozionik ihr größtes Wachstum, Verbreitung und Popularität in der Ukraine und Russland, wo mehrere hundert Spezialisten auf diesem Gebiet forschen. Anwender sind praktizierende Psychologen, Firmenchefs, Personalvermittler, Manager, Lehrer, Soziologen, Politikwissenschaftler, Business-Trainer, Partnervermittler, Sporttrainer, Ärzte, Vertreter der Ordnungskräfte sowie Spezialisten für Ausbildung von Piloten und Astronauten. Die Sozionik erfreut sich einer großen Popularität im Internet unter Psychologie-Interessenten, ihr sind über zwei Millionen Seiten gewidmet, überwiegend auf Russisch und Englisch.
Bereits 1991 wurde in Kiew (Ukraine) das Internationale Institut für Sozionik (IIS) (Leiter Aleksandr Bukalov) offiziell gegründet, das viele Spezialisten der Sozionik und eine Reihe von wissenschaftlichen Gruppen und Schulen in verschiedenen Ländern vereint und ihre Arbeit koordiniert. Im Jahr 2006 wurde am Internationalen Institut für Sozionik der Internationale Wissenschaftliche Rat für Sozionik gegründet, dem eine Reihe bekannter habilitierter Wissenschaftler beigetreten ist.
Der Internationale Wissenschaftliche Rat verleiht Qualifizierungsgrade der Bachelor, Magister und Doktoren der Philosophie auf dem Gebiet der Sozionik nach festgelegten Standardregeln. Beginnend mit 1991 veranstaltet IIS jährliche internationale Konferenzen zur Sozionik und ihrer Anwendung in zwischenmenschlichen Beziehungen, Management, Pädagogik, Bildung, Psychologie, Psychotherapie, Soziologie, Software-Entwicklung und in anderen Gebieten. Das Internationale Institut für Sozionik gibt vier wissenschaftliche und angewandte rezensierte Zeitschriften heraus, über Sozionik und praktische Anwendung ihrer Methoden in Management, Pädagogik, Psychologie usw.
In Moskau ist seit 1997 die Forschungsanstalt für Sozionik (Leiterin Tatiana Prokofieva) tätig, die Sozionik nach vom Internationalen Institut für Sozionik verabschiedeten Lehrplänen unterrichtet. Die Absolventen bekommen Bachelor- und Magister-Diplome vom Internationalen Institut für Sozionik. Sozionik,, und ihre Methoden, inklusive diverser Schulungen, werden auch von einer Reihe anderer sozionischen Schulen in der Ukraine, Russland, Lettland, Litauen, Bulgarien angeboten.

### Entwicklung als wissenschaftliche Disziplin
Seit dem Jahr 2000 erhielt die Sozionik eine Anerkennung als wissenschaftliche Disziplin in einer Reihe von Ländern (Stand 2012): Akademische Forschungen und angewandte Arbeiten werden in der Ukraine, Russland, Kasachstan, Belarus, Armenien, Georgien, Moldau, Bulgarien, Großbritannien, Lettland, Litauen, Rumänien, Estland, Österreich, Deutschland, USA und anderen Ländern durchgeführt.
Sozionik wird an mehr als 150 Universitäten oder weiteren Hochschulen gelehrt, in Russland, der Ukraine, anderen Ländern der Gemeinschaft Unabhängiger Staaten (GUS), Bulgarien, Lettland, Litauen, Rumänien, entweder als separater Lehrgang oder als Bestandteil der Lehrgänge in Soziologie, Pädagogik, Sozialpsychologie, Management, Führungspsychologie, Personalwesen, Konfliktforschung, Soziale Arbeit und Tourismus, Informatik und Programmierung, Philosophie, Neurologie, Journalismus, BID, sozialer Arbeit, Fremdsprachenunterricht und anderer, einschließlich Ingenieurwissenschaften, im Anbetracht der Anwendbarkeit der Methodik der Sozionik.
Die österreichischen Professoren G. Fink und W. Mayrhofer nennen die Sozionik unter vier Persönlichkeitsmodellen, die eine besondere Aufmerksamkeit im Bereich der Persönlichkeitsforschung verdienen, daneben die Cybernetic Mindscape Theory von Magoroh Maruyama, das Fünf-Faktoren-Modell, oft auch „Big Five“ genannt, und die Myers-Briggs-Typologie.
Vier wissenschaftliche und angewandte Zeitschriften erscheinen, die der Sozionik und ihrer praktischen Anwendung in verschiedenen Bereichen gewidmet sind: „Sozionik, Mentologie und Persönlichkeitspsychologie“, „Management und Personal: Führungspsychologie, Sozionik und Soziologie“, „Psychologie und Sozionik der intertypischen Beziehungen“, „Pädagogik, Psychologie und Bildungssozionik“.
Jährlich finden internationale und regionale Konferenzen zur Sozionik und zur Anwendung der sozionischen Technologien in Management, Pädagogik, Soziologie, praktischer Psychologie, Psychotherapie, sozialer Arbeit, Konfliktforschung, Linguistik, Informatik und anderen Bereichen statt.
Insgesamt wurden mehr als 3500 wissenschaftlichen Arbeiten in rezensierten Zeitschriften publiziert, die Sozionik und ihrer praktischen Anwendung gewidmet sind.

### Anwendungen
Am häufigsten findet Sozionik ihre Anwendung in der Bildung, und zwar nicht nur als ein Werkzeug des Lehrers, um den Lernprozess zu steuern, sondern auch als Basis für die Entwicklung und Weiterentwicklung des Bildungssystems und für Fachausbildung. Es ist nachgewiesen, dass ein Lehrer, der mit sozionischem Wissen und Technologie vertraut ist, bewusst Interaktionen mit den Anwesenden verbessern und die Effizienz der beruflichen Tätigkeit erhöhen kann. Eine zielgerichtete Anwendung der Beziehungen zwischen den Typen ermöglicht es, einen didaktischen Prozess zu intensivieren, die Motivation der Studenten zu verstärken. Sozionik findet Anwendung auch für die Bewertung der individuellen psychologischen und persönlichen Eigenschaften eines Menschen, um den Erfolg seiner beruflichen Tätigkeit zu prognostizieren.
Sozionik ermöglicht in Bereich Werbung und Marketing, die Ursachen des Verbraucherverhaltens zu erklären.
Sozionik dient als Werkzeug zur Erforschung der Persönlichkeit und des literarischen Schaffens eines Schriftstellers, der Typologie von Personen in seinen Werken. Die Methode des lingua-sozionischen Modellierens, vorgeschlagen von Komissarova L.M. wird angewandt bei der Analyse des individuellen Wortschatzes eines literarischen Charakters im Lexikon der modernen femininen Prosa. Eine Übersetzung der sozionischen Charakteristik in die linguistische nennt man «Lingua-sozionische Methode».
Sozionische Methoden wurden für das Modellieren der Informationsprozesse im System «Mensch-Maschine» vorgeschlagen, man benutzt sie auch für das Modellieren des Systems «Bedienungsperson-Luftfahrzeug» bei der Pilotenausbildung, und auf anderen, ähnlichen Gebieten.
Wegen der Anwendungsvielfalt der Sozionik, ihrer Konzepte und Informationsmodelle, wurde in den 1990er Jahren vorgeschlagen, zwischen der Persönlichkeits- bzw. der differenziellen Sozionik und der allgemeinen, mehr abstrakten und integralen Sozionik zu unterscheiden. Eine Reihe von Spezialisten ist der Meinung, dass Konzeptionen des Informationsmetabolismus (Informationsaustauschs), des kybernetischen Modellierens und der allgemeinen Theorie der Systeme es erlauben, den Rahmen der eigentlichen Psychologie und Soziologie zu verlassen, und betrachten Informationswechselwirkungen zwischen technischen Anlagen sowie Arten der Informationswechselwirkungen zwischen dem Menschen als Bediener und verschiedenen technischen und elektronischen Steuerungssystemen in Großbetrieben, unter anderem mit chemischen, Atomkraftwerken, komplexen Computersystemen mit adaptiv und individuell anpassbaren Schnittstellen.
Methoden der Sozionik wurden erfolgreich eingesetzt von wissenschaftlichen Beratern des Internationalen Instituts für Sozionik und von ihren Kollegen im Management, Umbau und Teambuilding in mehr als 150 Unternehmen in Russland, der Ukraine, Lettland und anderen Ländern, einschließlich 30 Unternehmen des russischen Gaskonzerns Gazprom im russischen Norden.
In dem Ausbildungszentrum für Astronauten namens J.A. Gagarin (Juri-Gagarin-Kosmonautentrainingszentrum) in Swjosdny Gorodok (Russland) benutzt man unter der Leitung von Bogdaschevski R.B. seit 1992 erfolgreich die Methoden der Sozionik bei der Vorbereitung der russischen Kosmonauten und der internationalen Weltraum-Teams auf Raumflüge, da Fragen der zwischenmenschlichen Verträglichkeit und Effizienz der Zusammenarbeit unter extremen Bedingungen und im geschlossenen Raum sehr wichtig für den Erfolg des Fluges sind. In Swjosdny Gorodok führt man angewandte Seminare zur Anwendung der sozionischen Methoden und der Persönlichkeitstypologie bei der Vorbereitung auf Raumflüge.

### Experimente
Untersuchungen und statistische Analysen der „intertypischen Beziehungen“ in stabilen Ehepaaren, die am Internationalen Institut für Sozionik durchgeführt wurden, bestätigen die in der sozionischen Theorie von A. Augustinavičiūtė beschriebenen „Gesetze der psychologischen Verträglichkeit“.
Experimentelle Untersuchungen von mehr als 200 Teams (10.000 Menschen) zeigen, dass gemessen am Ergebnis ihrer gemeinsamen Tätigkeit, sozionische Teams (Teams, die nach günstigen intertypischen Beziehungen gebildet wurden) bei geringerem Ressourcenaufwand (Zeit, psychische Prozesse) produktiver waren. So gesehen bietet die Sozionik als eine eigenartige Synthese von verschiedenen Theorien heutzutage die einfachste und neuartigste Methode der Teambildung von Arbeits-, Studenten- und anderen sozialen Gruppen mit einer im Voraus bestimmten Aufgabe.
Zahlreiche gezielte Forschungen, die an einer Reihe von Universitäten mit einem Panel von Hunderten und Tausenden Leuten, einschließlich Flugzeugbesatzungen und -Teams (ein Panel von mehr als 2300 Leuten) durchgeführt wurden, bestätigen die Gesetze der Sozionik. Deswegen ist die Sozionik sowohl in staatliche Ausbildungsprogramme der Flugzeugbesatzungen aufgenommen als auch in eine ganze Reihe von Grundprogrammen der akademischen Bildung in Russischer Föderation und in anderen Ländern, in einer ganzen Reihe von Studiengängen.
Experimentelle Untersuchungen einer Reihe von Flugsicherungen, die an St. Petersburger Staatlichen Universität für Zivilluftfahrt durchgeführt wurden, haben auch gezeigt, dass der auf Basis des SMIB (Sozionischen Modells der intertypischen Beziehungen) errechnete Index der Interaktionsqualität sehr zuverlässig mit Daten des soziometrischen Farbtests der Beziehungen korreliert.

## Modell

### Dichotomien
Die Sozionik vertritt die Auffassung, dass Persönlichkeitseigenschaften und psychische Neigungen eines Menschen ungleich sind. Einige dieser Eigenschaften tragen zwar einen entgegengesetzten Charakter, gehören aber zum gleichen Thema, so dass man sie als zwei Pole der gleichen Skala betrachten kann. Solche Skalen werden in der Sozionik als Dichotomien bezeichnet. In der Psyche eines Menschen ist eine dieser entgegengesetzten Eigenschaften stets stärker vertreten als die andere, sie überwiegt. Man kann über die überwiegende Eigenschaft länger arbeiten, qualitativ und quantitativ mehr Informationen aufnehmen, komplexere Aufgaben lösen und kreativere Lösungen generieren. Das andere Ende ist schwächer ausgeprägt und spielt eine unterstützende Rolle. Dabei ist es nicht weniger wichtig für die Psyche.
Das Überwiegen eines Pols ist nach aktuellsten Erkenntnissen angeboren. Bereits rationale Säuglinge neigen eher zu konstanten Schlafrhythmen und festen Nahrungsaufnahmezeiten als irrationale. Während der Lebenszeit werden beide Eigenschaften weiter entwickelt und die Relation zwischen ihnen kann sich dadurch verschieben, z. B. von 60:40 zu 30:70. Das prinzipielle Übergewicht eines Pols bleibt jedoch stets erhalten, ein Kippen der Pole ist nicht bekannt.

#### Logik – Ethik
Diese Dichotomie beschreibt die Art, wie Menschen Informationen bewerten. Personen, die eher dazu neigen, Informationen nach logischen Kriterien wie z. B. richtig-falsch, effizient-ineffizient, billig-teuer etc. zu bewerten, bezeichnet man als Logiker.
Personen, die eher dazu neigen, Informationen nach ethischen Kriterien wie gut-schlecht, gefällt-missfällt, begeisternd-langweilig etc. zu bewerten, bezeichnet man als Ethiker.

#### Intuition – Sensorik
Diese Dichotomie beschreibt die Art, wie Menschen Informationen aufnehmen.
Personen, die eher zur abstrakten Denkweise neigen, leichter und schneller das Gesamtbild auffassen und skizzenhaft darstellen, besser mit Möglichkeiten und Wahrscheinlichkeiten (könnte, vielleicht, wahrscheinlich, Potenziale einer Idee, Talente einer Person) und zeitlichen Entwicklungen (Prognose, Vorhersage, Trend) umgehen, bezeichnet man als Intuitive.
Personen, die eher zur konkreten und detaillierten Denkweise neigen, zur Präzision und Genauigkeit, eher „hier und jetzt“ leben, ein besseres Gefühl für feste Details der Gegenwart wie Wärme-Kälte, weich-hart, rau-glatt, Düfte, Geschmack, Farben und Farbtöne, körperliches Wohlbefinden, haben, ein besseres Gefühl für den Ort als für die Zeit des Geschehens, bezeichnet man als Sensoriker.

#### Introversion – Extraversion
Diese Dichotomie beschreibt die Einstellung der Menschen zu Objekten und Beziehungen zwischen ihnen.
Personen, deren Aufmerksamkeit überwiegend Objekten und ihren Eigenschaften gilt, bezeichnet man als Extravertierte. Sie haben einen höheren Respekt für Objekte und weniger für Beziehungen zwischen Objekten. Folglich verändern sie leichter Beziehungen zwischen Objekten, als wertvollere Objekte und schaffen so eher neue Verbindungen.
Personen, deren Aufmerksamkeit überwiegend Beziehungen zwischen Objekten sowie sich selbst und den Objekten gilt, bezeichnet man als Introvertierte. Sie haben eine höhere Wertschätzung für Beziehungen zwischen Objekten, als für Objekte selbst. Folglich verändern sie leichter Objekteigenschaften und erstellen leichter neue Objekte, die zum bestehenden Beziehungsnetz passen.
Extra- und introvertierte Menschen haben eine unterschiedliche Einstellung zum Energieaustausch. Introvertierte Menschen neigen bei ihren Handlungen zum sparsameren Umgang mit Energie und arbeiten sich eher in die Tiefe ein, Extravertierte Personen geben mehr Energie ab und bekommen auch mehr Energie zurück, ihre Denkweise geht eher in die Breite.

#### Rationalität – Irrationalität
Rationale Personen sind eher „Planmenschen“, sie ziehen es vor, Pläne aufzustellen und sich entlang dieser Pläne auf entfernte Ziele zu bewegen. Plötzlich auftretende neue Gelegenheiten, die nicht in den aktuellen Plan passen, werden eher liegen gelassen oder später in einen anderen Plan aufgenommen. Sie arbeiten vorzugsweise in einer linearen Abfolge, die erste Aufgabe wird begonnen und abgeschlossen, bevor man sich einer anderen zuwendet. Rationale Ethiker können z. B. ihren emotionalen Zustand und rationale Sensoriker ihren körperlich-gesundheitlichen Zustand planen.
Irrationale Personen sind eher „Spontanmenschen“, sie sind offener für neue Gelegenheiten und interessierter an diesen. Von zu starren Plänen fühlen sie sich eher eingeengt denn unterstützt. Sie arbeiten an einem Projekt, bis eine Anregung auftaucht, sich einem anderen zuzuwenden, was wiederum Ideen für ein drittes Projekt bringen kann. Oder man kehrt zum ersten zurück, mit unvorhersehbaren Unterbrechungen für andere Aufgaben. Die Aufgaben werden eher parallel denn linear erledigt.
In der Gesellschaft übernehmen rationale Personen die Aufgabe, Traditionen zu schaffen und zu pflegen. Das schafft die Grundlage für den Erhalt und Weitergabe von Wissen, bereits Bekanntem und Bewährten. Irrationale Menschen übernehmen die Aufgabe, auf veränderte Bedingungen zu reagieren und mit veralteten Traditionen zu brechen, was zu einer besseren Anpassung der Gesellschaft an Realitätsveränderungen führt.
Diese vier aufgezählten Dichotomien bezeichnet man als Jungsche Basis.
Neben diesen existieren noch weitere 11 Dichotomien, die als Reyninsche Merkmale bezeichnet werden. Das sind:
- Strategie–Taktik
- Statik–Dynamik
- Positivismus–Negativismus
- Prozess–Ergebnis
- Lustigkeit–Ernsthaftigkeit
- Bedachtsamkeit–Entschlossenheit
- Questimität–Deklatimität
- Aristokratie–Demokratie
- Nachgiebigkeit–Hartnäckigkeit
- Sorglosigkeit–Vorsorglichkeit
- Konstruktivismus–Emotivismus

### Kleingruppen
Nicht alle psychischen Eigenschaften haben einen dichotomischen Charakter. Wenn man z. B. die Dichotomie Logik-Ethik mit der Dichotomie Introversion-Extraversion kreuzt, bekommt man 4 unterschiedliche Gruppen:
| Logik | Extraversion  | Extraversion      | Ethik |
| Logik | Geschäftliche | Leidenschaftliche | Ethik |
| Logik | Gleichmütige  | Warmherzige       | Ethik |
| Logik | Introversion  |                   | Ethik |

Beispiel. Kleingruppe „Kommunikationsstile“
Personen, die zu einer dieser Gruppen gehören, weisen dabei in ihrem Denken und Verhalten jeweilige Gruppenmerkmale auf:
Für Geschäftliche (extravertierte Logiker) bedeutet eine Kommunikation mehr einen Austausch von Handlungsvorschlägen. „Komm, lass es uns machen!“ „Besuch uns!“
Für Leidenschaftliche (extravertierte Ethiker) bedeutet eine Kommunikation mehr einen Austausch von Emotionen. „Anders als später George Orwell, der immer wütend ist, ist Wells ein außerordentlich, fast möchte man sagen: entsetzlich gelassener Autor.“
Für Gleichmütige (introvertierte Logiker) bedeutet eine Kommunikation mehr einen Austausch von Sachinformationen und Zeichen der seelischen Ruhe. „Sie … bleiben immer ruhig, gelassen, entspannt, lächeln. Sind sie auch … wenn sich die Situationen so zuspitzten, … innen so cool, wie sie nach außen erscheinen?“ (über einen Gleichmütigen)
Für Warmherzige (introvertierte Ethiker) bedeutet eine Kommunikation mehr einen Austausch von Zeichen der seelischen Zu- oder Abneigung auszutauschen. „Das ist sympathisch.“
Im Verhalten und der Sprache z. B. eines extravertierten Ethikers treten statistisch mehr Merkmale der eigenen Gruppe auf, weniger der zwei benachbarten, und kaum der gegenüber liegenden Gruppe.
Alle 4 Gruppen zusammen bilden damit eine 4er-Gruppe, die den Namen Kommunikationsstile trägt. In der Sozionik wurden ca. ein Dutzend solcher 4er Gruppen erforscht, die man auch als Kleingruppen oder 4er-Gruppen bezeichnet. Sie beschreiben u. a. Unterschiede in der Arbeitsmotivation, in der Stressempfindlichkeit etc.

### Die acht Aspekte
Die Theorie der Aspekte ist Fundament und Grundbaustein der Sozionik, denn die Aspekte bzw. deren Anordnung im A-Modell (s. u.) liefern die Erklärung für das Verhalten der jeweiligen Typen und die Qualität der intertypischen Beziehungen. Ein Aspekt ist eine Kombination aus der ersten Dichotomie (E/I) und der zweiten (N/S) bzw. dritten Dichotomie (T/F). Daraus ergeben sich insgesamt acht verschiedene Aspekte: Ne, Ni, Se, Si, Te, Ti, Fe, Fi. Durch jeden Aspekt wird ein Teil der Welt und insbesondere die Fähigkeit eines Menschen, Informationen aus diesem Teilbereich zu verarbeiten, beschrieben. Zur Vereinfachung und Visualisierung ist es üblich, die Aspekte symbolisch darzustellen.

### Die 16 Typen
Aus der Kombination der vier Dichotomien ergeben sich 16 sehr unterschiedliche Typen. Gemeinsamkeiten und Unterschiede hängen dabei nicht primär von der Anzahl der übereinstimmenden Dichotomien ab. So sind beispielsweise INTj und ENTp einander sehr viel ähnlicher als INTj und INTp oder ENTp und ENTj.
Als Bezeichnungen werden im deutsch- und englischsprachigen Raum meist 4-Tupel verwendet, die vier Ausprägungen der einzelnen Dichotomien werden also aneinander gereiht. Im Unterschied zum MBTI wird dabei der letzte Buchstabe klein geschrieben, um Verwechslungen zwischen beiden Systemen zu vermeiden.
Beispiele:
- introvertiert-intuitiv-logisch-rational (englisch: introverted-intuitive-thinking-judging) = INTj
- extravertiert-sensorisch-ethisch-irrational (englisch: extraverted-sensory-feeling-perceiving) = ESFp

Im russischsprachigen Raum werden meist 3-Tupel verwendet, die sich aus den beiden dominanten Funktionen und der Ausprägung der ersten Dichotomie (Extraversion/Introversion) ergeben. Dabei werden jedoch teilweise andere Buchstaben als Abkürzungen verwendet: Extraversion = E, Introversion = I, Intuition = I, Sensorik = S, Ethik = E, Logik = L.
Beispiele:
- INTj = logisch-intuitiv-introvertiert = LII
- ESFp = sensorisch-ethisch-extravertiert = SEE

Auch üblich ist die symbolische Bezeichnung eines Typs mithilfe seiner dominanten Funktionen. Des Weiteren wurden jedem Typ zur Veranschaulichung eine passende Rolle und eine bekannte Person zugeordnet. Die Zuordnung Prominenter zu einem bestimmten Typ ist allerdings häufig umstritten.
Demnach sind fünf verschiedene Bezeichnungen pro Typ gebräuchlich, was durchaus für einige Verwirrung sorgen kann:
Beispiele:
- INTj = LII =  = Analytiker = Robespierre
- ESFp = SEE =  = Diplomat = Caesar

| 4-Tupel | 3-Tupel | Person                              | Rolle       | A-Modell                | symbolisch |
| ------- | ------- | ----------------------------------- | ----------- | ----------------------- | ---------- |
| ENTj    | LIE     | „Jack London“                       | Unternehmer | Te Ni Se Fi Ti Ne Si Fe |            |
| ENTp    | ILE     | „Don Quijote“                       | Entdecker   | Ne Ti Fe Si Ni Te Fi Se |            |
| ENFj    | EIE     | „Hamlet“                            | Mentor      | Fe Ni Se Ti Fi Ne Si Te |            |
| ENFp    | IEE     | „Huxley“, auch: „Tom Sawyer“        | Ratgeber    | Ne Fi Te Si Ni Fe Ti Se |            |
| ESTj    | LSE     | „Stirlitz“, auch: „Sherlock Holmes“ | Verwalter   | Te Si Ne Fi Ti Se Ni Fe |            |
| ESTp    | SLE     | „Shukow“                            | Marschall   | Se Ti Fe Ni Si Te Fi Ne |            |
| ESFj    | ESE     | „Hugo“                              | Enthusiast  | Fe Si Ne Ti Fi Se Ni Te |            |
| ESFp    | SEE     | „Caesar“                            | Politiker   | Se Fi Te Ni Si Fe Ti Ne |            |
| INTj    | LII     | „Robespierre“, auch: „Descartes“    | Analytiker  | Ni Te Fi Se Ne Ti Fe Si |            |
| INTp    | ILI     | „Balzac“                            | Kritiker    | Ti Ne Si Fe Te Ni Se Fi |            |
| INFj    | EII     | „Dostojewski“                       | Humanist    | Ni Fe Ti Se Ne Fi Te Si |            |
| INFp    | IEI     | „Bradbury“, auch: „Jessenin“        | Lyriker     | Fi Ne Si Te Fe Ni Se Ti |            |
| ISTj    | LSI     | „Maxim Gorki“                       | Inspektor   | Si Te Fi Ne Se Ti Fe Ni |            |
| ISTp    | SLI     | „Gabin“                             | Meister     | Ti Se Ni Fe Te Si Ne Fi |            |
| ISFj    | ESI     | „Dreiser“                           | Bewahrer    | Si Fe Ti Ne Se Fi Te Ni |            |
| ISFp    | SEI     | „Dumas“                             | Vermittler  | Fi Se Ni Te Fe Si Ne Ti |            |

### Beziehungen zwischen den Typen
Die Beziehungsanalyse ist der Aspekt, der die Sozionik von allen anderen Typologien unterscheidet, da die einzelnen Beziehungen in der Sozionik sehr detailliert beschrieben werden.
Nach Ansicht führender Sozioniker hat jede der intertypischen Beziehungen ihr bevorzugtes Einsatzgebiet und eine empfohlene Distanz. Da z. B. eine duale Beziehung auf die Psyche entspannend und harmonisierend wirkt, wird sie gerne fürs Privatleben empfohlen, nicht jedoch für die Arbeit, wo eine übermäßige psychische Entspannung leicht zur Unterschätzung der Problemwichtigkeit führen kann. Versuche, die psychische Distanz in ungeeigneten intertypischen Beziehungen zu verkürzen, können bis zu negativen psychosomatischen Folgen führen. Um den Verlauf einer Beziehung prognostizieren zu können oder an bestehenden Beziehungen arbeiten zu können, ist natürlich eine sichere Identifizierung der jeweiligen Typen erforderlich.

### Das A-Modell
Im sogenannten A-Modell wird jedem der 16 Typen eine bestimmte Reihenfolge der acht Aspekte zugeordnet.
Die Positionen 1–8 werden als unterschiedliche Funktionen aufgefasst. Nach der Vorstellung des informationellen Metabolismus ergeben sich Wechselwirkungen zwischen den Funktionen der Typen und der Welt. Die Funktionen empfangen, interpretieren, beurteilen und generieren Informationen der Aspekte, die ihnen zugeordnet sind. Jede der acht Funktionen wirkt jedoch auf verschiedenen Ebenen und mit unterschiedlicher Intensität. Die Funktionen arbeiten auch paarweise als sog. horizontale und vertikale Blöcke. Z. B. die Basisfunktion und Kreativitätsfunktion bilden den Block „Ego“, der das Zusammenwirken anderer Blöcke koordiniert.
1. Grundfunktion – die am häufigsten verwendete Funktion
2. Kreativitätsfunktion – unterstützt die Basisfunktion
3. Rollenfunktion – schwach, aber wichtig für die Persönlichkeit
4. Verletzbarkeitsfunktion – die Achillesferse der Persönlichkeit
5. Suggestivfunktion – schwache, unbewusste Funktion
6. Aktivierungsfunktion – schwache, unbewusste Funktion
7. Kontrollfunktion – eine nur ungern verwendete, unbewusste Funktion
8. Standardfunktion – wird häufig unbewusst verwendet

### Sozionische Gruppen und Reyninsche Merkmale
Neben den vier Dichotomien von C.G.Jung gibt es noch weitere, die weitere Unterschiede in menschlicher Denkweise beschreiben. 11 davon sind die Reyninsche Merkmale:
- Aristokratie – Demokratie
- Nachgiebigkeit – Hartnäckigkeit
- Sorglosigkeit – Vorsorglichkeit
- Konstruktivismus – Emotivismus
- Strategie – Taktik
- Statik – Dynamik
- Positivismus – Negativismus
- Prozess – Ergebnis
- Lustigkeit – Ernsthaftigkeit
- Bedachtsamkeit – Entschlossenheit
- Questimität – Deklatimität

Unterschiedliche Kombinationen dieser Dichotomien ergeben sozionische Gruppen, auch kleine Gruppen, oder 4er-Gruppen benannt. Alle 16 Typen werden durch zwei Dichotomiern in 4 Gruppen a 4 Typen eingeteilt, wobei Mitglieder jeder dieser Gruppen bestimmte psychische Gemeinsamkeiten besitzen, die sie von anderen Gruppen unterscheidet. Z. B. eine Kreuzung der Dichotomien Logik-Ethik mit der Dichotomie Introversion-Extraversion ergibt 4 „Kommunikationsstile“-Gruppen: „Geschäftliche“, „Leidenschaftliche“, „Gleichmütige“, „Warmherzige“. Zur 4er Gruppe der „Geschäftlichen“ gehören alle extravertierten Logiker und sie haben gemeinsam, dass sie eine Kommunikation überwiegend als einen Austausch von Vorschlägen verstehen.

## Vergleich mit Psychologie und Persönlichkeitstypologien

### Sozionik und Psychologie
Die meisten Berührungspunkte zwischen Sozionik und Psychologie findet man in der Psychoanalyse und der Transaktionsanalyse. Dieser Zustand ist der Tatsache zu verdanken, dass der Begründer der Psychoanalyse Sigmund Freud gleichzeitig auch als erster Forscher ein strukturiertes Modell zur Erforschung der Psyche benutzt hat.
Die horizontalen Blöcke im Modell A haben folgende psychologische Bedeutung:
| Blöcke                                            | Ego                    | Super-Ego               | Super-Id                | ID                          |
| ------------------------------------------------- | ---------------------- | ----------------------- | ----------------------- | --------------------------- |
| Funktionen                                        | Starke bewusste        | Schwache bewusste       | Schwache unbewusste     | Starke unbewusste           |
| nach S.Freud (Tiefenpsychologie, Psychoanalyse)   | Ego                    | Super-Ego               | ID                      | ID                          |
| Archetypen von C.G.Jung (analytische Psychologie) | Ego                    | Person                  | Animus und Anima        | Schatten                    |
| nach Eric Berne (Transaktionsanalyse)             | Erwachsenen-Ich        | Eltern-Ich              | Kind-Ich                | Eltern-Ich                  |
| Soziale Rolle nach R.Sedykh                       | Erwachsener            | unsicherer Jügendlicher | Kind                    | Selbstsicherer Jügendlicher |
| Persönlichkeitszustände nach Viktor Gulenko       | „Weiß“, „Kann“         | „Muss“                  | „Will“                  | „Kann“,                     |
| Kommunikationsschicht nach Viktor Gulenko         | Intellektuelle         | Soziale                 | Psychologische          | Physische                   |
| Verarbeitung der Information über                 | Persönliches Bewusstes | Kollektives Bewusstes   | Kollektives Unbewusstes | Kollektives Unbewusstes     |
| Zuständig für die Einstellung zur                 | Persönlichen Ordnung   | Sozialen Ordnung        | Sozialen Chaos          | Persönlichen Chaos          |

Tatiana Prokofieva, Psychologin und Sozionikerin, hat die Zusammenhänge des sozionischen Modells mit diversen Psychologie-Bereichen untersucht und begründet:
- mit dem Stufenmodells von Erik Erikson,[82]
- mit der Stufentheorie der abstrakten Intelligenz von Yakov Feldmann,
- mit den Grundformen der Angst von Fritz Riemann. Sie zeigte, dass die Grundängste entstehen, wenn das Kind die ersten vier Entwicklungsstufen nach Erikson durchläuft, und dass diese den schwachen Funktionen im Modell A entsprechen.

Auf Basis dieser Verbindungen wurde eine umfassende Methode der psychologisch-sozionischen Beratungen entwickelt. Dabei lassen sich die Probleme in der Persönlichkeitsentwicklung auf die einzelnen Funktionen lokalisieren.
Tabelle. Stufenmodell der psychosozialen Entwicklung nach Erikson und Modell A
| Stufen                       | Alter                                                   | Entwicklungsaufgabe                    | Grundtugenden                       | Funktion | Funktionstyp | Block     | Soziale Rolle                | Ring     |
| ---------------------------- | ------------------------------------------------------- | -------------------------------------- | ----------------------------------- | -------- | ------------ | --------- | ---------------------------- | -------- |
| I. Oral- sensorisch          | 1. Lebensjahr                                           | Urvertrauen gegen Misstrauen           | Antrieb und Hoffnung                | 5        | akzeptiv     | Super-ID  | „Kind“                       | Vitaler  |
| II. Muskulär-anal            | 2–3 Jahre                                               | Autonomie gegen Scham und Zweifel      | Selbstbeherrschung und Willenskraft | 6        | produktiv    | Super-ID  | „Kind“                       | Vitaler  |
| III.Lokomotorisch- genital   | 4–5 Jahre                                               | Initiative gegen Schuldgefühl          | Richtung und Zweckhaftigkeit        | 4        | produktiv    | Super-Ego | „unsicherer Jugendliche“     | Mentaler |
| IV. Latenz                   | 6–11 Jahre                                              | Leistung gegen Mindeswertigkeitsgefühl | Methode und Können                  | 3        | akzeptiv     | Super-Ego | „unsicherer Jugendliche“     | Mentaler |
| V. Pubertät und Adoleszenz   | 12–18 Jahre                                             | Identität gegen Rollenkonfusion        | Hingebung und Treue                 | 7        | akzeptiv     | ID        | „selbstsicherer Jugendliche“ | Vitaler  |
| VI. Frühes Erwachsenen-Alter | vom Ende der Jugend bis zum Beginn des mittleren Alters | Intimität gegen Isolierung             | Bindung und Liebe                   | 8        | produktiv    | ID        | „selbstsicherer Jugendliche“ | Vitaler  |
| VII. Erwachsenen- Alter      | Reifes Alter                                            | Zeugende Fähigkeit gegen Stagnation    | Produktivität und Fürsorge          | 2        | produktiv    | Ego       | „Erwachsener“                | Mentaler |
| VIII. Reife                  | Rentenalter                                             | Ich-Integrität gegen Verzweiflung      | Entsagung und Weisheit              | 1        | akzeptiv     | Ego       | „Erwachsener“                | Mentaler |

Die bis in die 00er Jahre hinein geführten Diskussionen, ob die Sozionik in der Psychologie anzusiedeln ist, sind zum Ende des Jahrzehnts abgeklungen. Zum 2009 haben sich ausreichend prinzipielle Unterschiede zwischen Sozionik und Psychologie rauskristallisiert, um diese Frage eher zu verneinen.
Tabelle. Unterschiede zwischen Psychologie und Sozionik nach V. Gulenko
| Merkmal                  | Psychologie | Sozionik |
| ------------------------ | --- | --- |
| Gegenstand der Disziplin | direkte Prozesse und Zustände der menschlichen Psyche | TIM, d. h. ein allgemeines Modell des Denkens und Verhaltens auf allen Kommunikationsstufen: der intellektuellen, sozialen, psychologischen, physischen |
| Interesse für            | direkte Eigenschaften der intertypischen Kommunikation | modellierte Eigenschaften der Kommunikation |
| Überwiegende Methodik    | Induktiv, aus der Feststellung von Einzelfakten des psychischen Lebens wird versucht, eine allgemeine Schlussfolgerung zu ziehen. Ähnlich wie Chemie vor Entdeckung des Periodensystems: trotz des großen Umfangs von ausgereiften psychologischen Techniken und Testmethodiken, existiert kein einheitliches System der „psychologischen Elemente“. Die Psychologie stellt eine Ansammlung von unterschiedlichen Konzeptionen dar, die mit unterschiedlichen Begriffe gleiche Ereignisse beschreiben. | Deduktiv. Einheitliche Allmeingrundlagen (typenspezifische Natur des Menschen, einheitliches Beschreibungsset der Merkmale, einheitliches Modell der Ereignisse im Kommunikationsraum) werden auf Einzelgebiete mit unterschiedlichen Techniken angewendet. |
| Ergebnisse               | Mit den Testmethodiken kann man schnell und leicht zuverlässige Ergebnisse erzielen. Der Informationsgehalt dieser Ergebnisse ist jedoch gering, da gesammelte Daten eine Momentaufnahme der leicht veränderbaren psychischen Merkmale darstellen, dazu sehr spezialisiert sind. Die Verwendung dieser Daten für eine Prognose der Kommunikationsprozesse ist wegen ihrer instabilen und vereinzelten Charakters schwierig.                                                                            | Erhöhte Schwierigkeit der Typendiagnostik, da der TIM ein nicht auf der Oberfläche liegendes psychisches Gebilde darstellt. Andererseits ist diese Information sehr praktisch für weitere Arbeit, denn die Kenntnis des Typs liefert auf einen Schlag ein immenses Informationsvolumen über einen Menschen: seine Stärken und Schwächen, Besonderheiten seiner Beziehungen zu anderen Menschen, wie kann man ihn besser unterrichten und erziehen, auf welchen Gebieten ist er effizienter etc. |
| Empfehlungen             | Geringe bis keine Differenzierung der Empfehlungen nach Persönlichkeitseigenschaften. Tausende Bücher lehren, Führungspersönlichkeit zu werden, ohne Rücksicht auf hohen Bedarf an zuverlässiger Ausführung. Ein besseres Gedächtnis und Zeitmanagement wird allen angeboten. Eine Verbesserung der Mitteilsamkeit wird ohne Rücksicht auf den Kommunikationsstil des Typs vorgeschlagen. | Was für eine Person die Norm darstellt, kann für die andere pathologisch sein. Eine Massenanwendung selbst der besten Methodiken ist ineffizient, wenn sie nicht typengerecht personalisiert sind. |

Vergleichsbeispiel: Mit einem psychologischen Test kann man in Frankfurt am Main schnell den Wert von Extraversion ermitteln, hoch oder niedrig. Aus Sicht der Sozionik ist dieser Wert ohne Rücksicht auf die zu Grunde liegende psychische Struktur einer Person wenig aussagekräftig:
1. Ein hoher Wert der Extraversion könnte z. B. auf einen hohen Entwicklungsgrad der Persönlichkeit und eine starke Ausprägung der Dichotomie Intro-/Extraversion in ihrer Psyche hindeuten. Er sagt nichts darüber aus, ob der Wert von Introversion bei einer eventuellen Messung nicht noch höher wäre. Für eine Feststellung der zugrunde liegenden überwiegenden psychischen Neigung eines Menschen ist die Messung von beiden Polen und ihr Vergleich unumgänglich.
2. Ein hoher Wert der Extraversion sagt nichts über ihren Ursprung aus. Kommt sie aus dem Super-Ego, weil die Person glaubt, dass es den Gesellschaftserwartungen entspricht und dass sie so sein muss? Ist sie evtl. sogar stolz darauf, dass sie die Gesellschaftserwartungen sehr gut erfüllt? Kommt die Extraversion aus dem Super-ID, weil die Person extravertiert sein will? Oder kommt sie aus dem Ego, weil sie so ist?
Ohne sichere Antworten auf diese beiden Fragen bleibt der gemessene Wert sehr situativ und temporär, ist für langfristige Prognosen nicht benutzbar.

### Sozionik und Persönlichkeitstypologien, MBTI
Sowohl Sozionik als auch MBTI basieren auf der Typologie von Carl Gustav Jung, wurden aber unabhängig voneinander in der Sowjetunion (Sozionik) bzw. in den USA (MBTI) entwickelt. Mitte der 80er beschäftigte sich Aušra Augustinavičiūtė intensiv mit MBTI, um das Verständnis der sozionischen Typen zu verbessern. In den 00er mit der fortschreitenden Erforschung der Eigenschaften von einzelnen Funktionen und sozionischen Gruppen hat das Interesse an MBTI jedoch stark nachgelassen, Vergleiche zwischen Sozionik und MBTI existieren heute hauptsächlich nur noch in englischsprachigen Interessentenkreisen.
Das Hauptproblem der Typologien und anderer Bereiche wie z. B. Spiral Dynamics ist ihr beschreibender Charakter, damit passen sie oft nicht zum strukturierten und modellierenden Charakter der Sozionik. Für Spezialisten ist ein TIM in der Sozionik vor allem ist ein psychisches Modell, die bis zu 30 existierenden Typenbeschreibungen von diversen Autoren dienen hauptsächlich der popularisierender und erklärender Darstellung für Kunden und Interessenten. Auch das Konzept der Intertypischen Beziehungen ist ein Alleinstellungsmerkmal der Sozionik und existiert weder in Persönlichkeitstypologien noch in MBTI. Das macht es z. B. unmöglich, mit MBTI eine langfristige Entwicklung der Beziehungen in Paaren und Teams zu prognostizieren.
Während das MBTI-Modell innerhalb der letzten Jahrzehnte nur geringfügig weiterentwickelt wurde, wird das Theoriegebäude der Sozionik fortwährend erweitert. Allerdings erscheinen die meisten Veröffentlichungen ausschließlich im russischsprachigen Raum.